# Dernbach (Landkreis Neuwied)
Dernbach település Németországban, Rajna-vidék-Pfalz tartományban. Lakosainak száma 1066 fő (2023. december 31.).

## Népesség
A település népességének változása:
| Lakosok száma | 735  | 1025 | 1009 | 1022 | 1034 | 1070 | 1066 |
|               | 1975 | 2014 | 2017 | 2019 | 2021 | 2022 | 2023 |